# Зольц (верхний приток Фульды)
Зольц (нем. Solz) — река в Германии, протекает по земле Гессен. Площадь бассейна реки составляет 91,517 км².  Общая длина реки — 21,5 км. Высота истока 348 м. Высота устья 197 м.
Вдоль Зольца проходит веломаршрут из Бебры через замок Фрейдвальд в Бад-Херсфельд, который начинается вдоль одноимённого северного притока Фульды.